# Balwisha
Balwisha (Badwisha), pleme Shoshonean Indijanaca s rijeke Kaweah u Kaliforniji koji su govorili zapadnim mono jezikom. Kroeber (1925) ih navodi na popisu plemena Western Mono Indijanaca. Hodge ih klasificira porodici Mariposan, možda stoga što su živjeli u blizini plemena Wükchamni, a kasnije se nalaze na agenciji Tule u okrugu Tulare.
Poznati su i kao Palwisha, Patwisha, i sl.